# 애드바이즈 앤 컨센트
애드바이즈 앤 컨센트(Advise & Consent)는 미국에서 제작된 오토 프레밍거 감독의 1962년 드라마 영화이다. 프랑코트 톤 등이 주연으로 출연하였고 오토 프레밍거 등이 제작에 참여하였다.

## 출연

### 주연
- 프랑코트 톤
- 루 에어스

### 조연
- 헨리 폰다
- 월터 피전
- 찰스 로튼
- 돈 머레이
- 피터 로포드
- 진 티어니
- 버제스 메러디스
- 에디 호지스
- 폴 포드
- 조지 그리자드
- 잉가 스웬슨
- 폴 맥그레이스
- 윌 기어
- 에드워드 앤드류즈
- 베티 화이트
- 말콤 아터버리
- J. 에드워드 맥킨리
- 빌 퀸
- 톰 헬모어
- 르네 폴
- 미쉘 몬타우
- 러스 브라운
- 쳇 스트라톤
- 래리 터커
- 존 그레인저
- 시드 굴드
- 프랭크 시나트라
- 폴 스티븐스
- 베티 존슨
- 리온 엘턴
- 에디 베이커
- 브랜던 비치
- 로저 클락
- 해리 데니
- 조지 드노맨드
- 케이 포레스터
- 클라이브 홀리데이
- 버질 존앤슨
- 케너 G. 켐프
- 알 맥그래너리
- 해롤드 밀러
- 폴 파워
- 맥스웰 리드
- 월터 리드
- 레오다 리처즈
- 딕 라이언
- 제프리 세이리
- 버나드 셀
- 할 타가트

## 제작진
- 원작자: 앨런 드러리
- 조감독: 돈 크랜즈
- 조감독: 래리 포웰
- 미술: 라일 R. 휠러
- 세트: 엘리 베네쉐
- 분장부문: 델 암스트롱
- 분장부문: 로버트 지러스